# Чкаловское танковое училище
Чкаловское танковое училище  — военное учебное заведение СССР, готовившее командиров танковых войск в 1941—1946 годах. Дислоцировалось в городе Оренбург.

## История
Училище   первоначально сформировано 11 ноября 1939 года как Чкаловское пехотное училище н а базе 73-й стрелковой дивизии, с дислокацией в г. Оренбург. В мае 1941 года Директивой Генерального штаба переименовано в Чкаловское танковое училище.
Училище находилось на улице Правды,  Основной корпус танкового училища размещался в здании № 63  на улице Ленинская. Батальоны курсантов расположились в Караван-Сарае, на улицах Ленинской, 63, и Советской, 5. Танкодром находился за городом, по дороге на Каргалу.
Руководство нового училища немедленно приступило к комплектованию офицерского состава, оборудованию учебно-материальной базы: полигонов, стрельбищ, танкодрома, учебных классов. А с начала войны из Саратовского танкового училища прибыл один из курсантских батальонов с командирами и техникой для укрепления базы только что созданного танкового училища. Командный состав для формируемого военно-учебного заведения направили Харьковское и Саратовское танковые училища.
Военные училища комплектовались в основном за счет юношей Оренбургской и соседних областей, многие были из Оренбурга. Сроки обучения курсантов были сокращены до 6 – 9 месяцев. Занятия шли по 10 – 12 часов в сутки, главным образом за пределами помещения
Из райвоенкоматов и запасных частей в 1942 году на укомплектование ЧТУ прибыло 2603 человека, в том числе из действующей армии – 313 фронтовиков.
С 1943 года изменился порядок набора поступающих в танковое училище. Приоритет был отдан красноармейцам и младшим командирам с боевым опытом, отправленным на обучение с фронта. В 1943 году в ЧТУ направили 1568 человек, из них с фронтов – 1028.
В первые годы войны курсанты изучали материальную часть лёгких танков (Т-26, Т-50, Т-70), а также американских малого и среднего танков и английского среднего танка «Матильда». С августа 1944 года все 64 взвода училища перешли на изучение самоходной артиллерийской установки (САУ-76)
Расформировали Чкаловское танковое училище  в 1946 году.

## Начальники училища
- Фишман Лазарь Ефимович, генерал-майор (1.1.1941 – 1.04.1941)
- Люхтиков Анисим Стефанович, полковник, (01.04.1941 - 22.07.1941)
- Грищенко Николай Васильевич, полковник, (22.07.1941 - 09.01.1943)
- Терновский Леонид Владимирович, полковник (09.01.1943 - 31.12.1945)

## Выпуски
За время существования училище произвело пятнадцать выпусков: первый выпуск танкистов в количестве 165 человек состоялся 12 февраля 1942 г., а всего на протяжении 1942 г. их было 15. В 1943 г. – 3, в 1944 – 11, в 1945 – 3

## Известные выпускники
- Рудаков А.П  младший лейтенант,  Герой Советского Союза (1944).
- Николаев В.Н Герой Советского Союза
- Арасланов Г.Ф.  ид командира роты курсантов училища, Герой Советского Союза (1940)
- Горбунов И.П.  командир отделения 1185-го стрелкового полка 356-й стрелковой дивизии, Герой Советского Союза (1944)
- Сагайдачный Ю.М  лейтенант,  командир танка 398-го танкового батальона 183-я танковая бригада, Герой Советского Союза (1943).
- Поверенный А.В  лейтенант,   Герой Советского Союза (1943).
- Лещинский А.Б  майор,  командир батареи самоходных установок СУ-122,  Герой Советского Союза (1944). [6][7]

### Комментарии
1. ↑  с 26 декабря 1938 года по 4 декабря 1957 года — Чка́лов
2. ↑  в настоящее время здание Оренбургского областного музея изобразительных искусств пер. Каширина, 29
3. ↑  в настоящее время здесь размещается Факультет экономики и права аграрного университета г. Оренбург